# Serginho (Fußballspieler, 1974)
Serginho (* 19. Oktober 1974 in Vitória; † 27. Oktober 2004 in São Paulo; bürgerlich Paulo Sérgio de Oliveira Silva) war ein brasilianischer Fußballspieler.

## Karriere
Der 30-jährige Vorstopper des Fußballvereins AD São Caetano brach während eines Spitzenspiels gegen den FC São Paulo im dortigen Morumbi-Stadion in der 59. Spielminute zusammen und starb. Trotz 45-minütiger Reanimationsversuche auf dem Platz und im Krankenhaus konnte er nicht mehr wiederbelebt werden. Nach Angaben der Ärzte erlitt Serginho einen plötzlichen Herz- und Atemstillstand.